# Wilhelm Erik Svedelius
Wilhelm Erik Svedelius, född 5 maj 1816 i Köping, död 26 februari 1889 i Uppsala, var en svensk historiker och statsvetare samt professor skytteanus vid Uppsala universitet. Svedelius var den som införde statsvetenskapen som självständigt ämne till Sverige. Han var ledamot av Svenska Akademien 1864–1889.

## Biografi
År 1831 skrevs Wilhelm Erik Svedelius in vid Uppsala universitet, där han blev filosofie magister 1839. Året därefter blev han docent i statskunskap, vilket han förblev i tio år. Sedan fick han tjänst som adjunkt i historia och statistik och upprätthöll samtidigt periodvis professuren i historia. Han blev 1856 utsedd till professor i historia vid Lunds universitet, och var kvar där tills han 1862 erhöll den skytteanska professuren i Uppsala. Svedelius var rektor vid Uppsala universitet 1868–1869.
Hans rykte som lärd kom med hans stora arbete: statsskickens historia. Hans handbok Anteckningar för akademiska examina i statskunskap (1868–1869), var länge normen för disciplinen. Andra betydande verk är Om statsrådets ansvarighet (1856), Studier i Sveriges statskunskap (1875), Representationsreformens historia (1889), samt minnesteckningar över ledamöter i Svenska akademien och Vetenskapsakademien.
Han beskrivs som en etiker som slog vakt om protestantiska och humanistiska ideal. Sina studenter hade han ett personligt förhållande till, och tog rollen som hjälpare och mentor. Han gifte sig aldrig för han "saknade fallenhet för vällustens utsväfvningar", och ägnade sig i stället fullt ut åt vetenskapen. Med åren blev hans tilltagande tankspriddhet legendarisk och ämne för många anekdoter om "gubben Sved", som han kallades av uppsalastudenterna.
Bland mera personligt färgade skrifter finns Afsked från studenterne (1882) och hans postumt utgivna memoarer Anteckningar om mitt förflutna lif.
Wilhelm Erik Svedelius var son till kontraktsprosten Jacob Michael Svedelius och hans hustru Anna Wilhelmina Svedelius. Föräldrarna var kusiner. Morfadern Pehr Svedelius var professor i retorik och poesi i Uppsala samt universitetets rektor. På kvinnosidorna hade båda föräldrarna en lång rad präster och personer knutna till universitetet. En något äldre släkting var Pehr Gustaf Svedelius. Wilhelm Erik Svedelius ligger begraven på Uppsala gamla kyrkogård i Västmanlands-Dala nationsgrav.

## Utmärkelser
År 1858 invaldes han som ledamot av Vitterhetsakademien, 1864 av Svenska akademien, 1870 av Vetenskapsakademien. År 1864 erhöll han Litteris et Artibus, och 1879 utsågs han till juris hedersdoktor vid Köpenhamns universitet.

## Tal
”Till Gustaf Wasas minne” tal vid invigningen av Utmelandsmonumentet 1860.